# Jimmie Ivarsson
Jimmie Ivarsson (ur. 4 lutego 1986 w Våxtorp) – szwedzki siatkarz, przyjmujący w sezonie 2010/2011 reprezentował barwy pierwszoligowego Jadaru Radom. Do największych sukcesów w karierze należą m.in. występy w reprezentacji Szwecji w siatkówce oraz trzykrotne mistrzostwo ligi szwedzkiej razem z Falkenbergs VBK.

## Przebieg kariery
- 2005–2010 -  Falkenbergs VBK
- 2010–2011 -  Jadar Radom

## Sukcesy

### Klubowe
- Wicemistrzostwo Szwecji z Falkenbergs VBK (2005/2006)
- Mistrzostwo Szwecji z Falkenbergs VBK (2006/2007, 2007/2008, 2008/2009)

### Indywidualne
- Odkrycie roku ligi szwedzkiej (2005/2006)
- Zawodnik roku ligi szwedzkiej (2007/2008)